# Stazione di Odakyū-Sagamihara
La stazione di Odakyū-Sagamihara (小田急相模原駅?, Odakyū-Sagamihara-eki) è una stazione ferroviaria situata nel quartiere di Minami-ku della città giapponese di Sagamihara, nella prefettura di Kanagawa, ed è servita dalla linea Odakyū Odawara delle Ferrovie Odakyū.

## Linee
Ferrovie Odakyū
● Linea Odakyū Odawara

## Struttura
La stazione è dotata di due marciapiedi laterali con due binari passanti.
| 1 | ● Linea Odakyū Odawara | per Hon-Atsugi, Odawara, Hakone-Yumoto, Karakida e Katase-Enoshima |
| 2 | ● Linea Odakyū Odawara | per Sagami-Ōno, Shinjuku e linea Chiyoda                           |

## Stazioni adiacenti
| «                                 | Servizio                               | »                    |
| Linea Odakyū Odawara              | Linea Odakyū Odawara                   | Linea Odakyū Odawara |
| --------------------------------- | -------------------------------------- | -------------------- |
| Sagami-Ōno                        | Locale Semiesp. sezionale Semiespresso | Sōbudai-mae          |
| Tutti gli altri treni non fermano |                                        |                      |